# Othmar Schneider
Othmar Schneider (Lech am Arlberg, 1928. augusztus 27. – 2012. december 25.) olimpiai bajnok osztrák alpesisíző, később sportlövő. 
Az 1952-es téli olimpián két érmet is szerzett, aranyat szlalomban és ezüstöt lesiklásban.
Ugyancsak arany- és ezüstérmes világbajnoki síző. Az 1960-as-70-es években számos világversenyen volt az osztrák sportlövő válogatott tagja, 34-szeres osztrák bajnok sportlövő.